# George Rennie
George Haddow Rennie (født 10. marts 1883, død 13. december 1966) var en canadisk lacrossespiller, som deltog i OL 1908 i London.
Rennie var aktiv lacrossespiller i 26 år, hvor han i alle årene spillede for New Westminster Salmonbellies. Med denne klub blev han fem gange canadisk mester, og han blev udtaget til landsholdet til OL 1908 i London. Tre hold var tilmeldt, men Sydafrika trak sig, inden turneringen gik i gang, hvorefter mesterskabet blev afgjort mellem canadierne og det britiske hold. Spillet var ikke helt standardiseret, og der blev spillet efter regler, der var en krydsning mellem de regler, canadierne og briterne kendte. Kampen blev afvekslende med canadierne i front efter de to første quarters med 6-2. Efter pausen spillede briterne bedre og holdt 9-9, hvorved kampen endte 15-11 til canadierne.
Rennie gjorde militærtjeneste under første verdenskrig, hvilket afbrød hans karriere hos Salmonbellies, men da han vendte tilbage efter krigen, genoptog han karrieren. Han blev senere bestyrelsesmedlem i lacrosseklubben Royal City Adanacs, og han er optaget i Canadas Lacrosse Hall of Fame.